# Knud Ibsen
Knud Plesner Ibsen (* 3. Oktober 1797 in Skien; † 24. Oktober 1877 ebenda) war ein norwegischer Kaufmann und Holzhändler in Skien und Vater des Dichters Henrik Ibsen.

## Leben
Knud Plesner Ibsen war ein Sohn des Kapitäns Henrich Ibsen und der Johanne Plesner. Sein Vater führte das Schiff „Caritas“ und starb in der Nacht vom 22. November 1797 mit der gesamten Besatzung bei einem Schiffsunglück, als das Schiff auf See bei „Tejne-Dybet“ südlich von Hesnesøya (nahe Grimstad) sank. Ein Jahr später, am 27. November 1798, heiratete seine Mutter Johanne erneut. Knuds Stiefvater wurde der Kapitän Ole Paus, ein Nachkomme der „Beamtenaristokratie“ von Øvre Telemark. Im Jahr 1800 zogen Ole und Johanne Paus mit den Kindern aus dem Zentrum von Skien auf den Bauernhof Rising in Gjerpen, etwas außerhalb von Skien, nachdem sie das Ibsen-Haus in Løvestrædet verkauft hatten. Bei der Volkszählung von 1801 hatte die Familie Paus in Rising sieben Bedienstete.
1825 erhielt Knud Ibsen das Bürgerrecht von Skien und ließ sich, mit seinem jüngsten Bruder Christopher Blom Paus als Assistenten, als Kaufmann in Skien nieder. Er war unter anderem im Holzhandel und im Handel mit Luxusgütern aktiv.

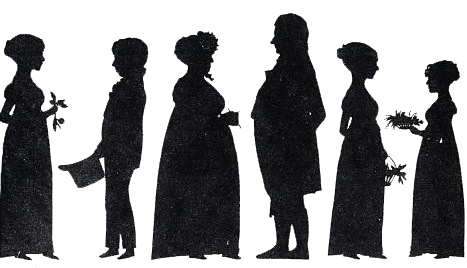
Eine Silhouette der Familie Altenburg/Paus um 1820; Marichen ganz rechts

Im selben Jahr, am 1. Dezember 1825, heiratete er in Skien der Nichte seines  Stiefvaters Marichen Cornelia Martine Altenburg (1799–1869). Sie war eine Tochter des im Jahr zuvor verstorbenen Kaufmanns und Reeders in Skien Johan Andreas Altenburg und der Hedevig Christine Paus. Die Ehe wurde als „perfektes Familienarrangement“ bezeichnet. Braut und Bräutigam waren größtenteils zusammen aufgewachsen und galten fast als Schwester und Bruder.
Nach der Heirat zogen Knud und Marichen in das große Wohnhaus der Schwiegermutter, Altenburggården, im Zentrum von Skien. In den 1820er und 1830er Jahren war Knud Ibsen ein reicher Kaufmann in Skien; 1833 stand er an 16. stelle der Steuerzahler der Stadt. Ab Mitte der 1830er Jahre hatte Knud Ibsen jedoch finanzielle Probleme. 1835 musste er Altenburggården und den größten Teil des Mobiliars versteigern. Dies wurde oft als Insolvenz oder Bankrott bezeichnet, Ibsen ging jedoch nie im Sinne des Gesetzes in die Insolvenz. Die Familie lebte einige Jahre auf ihrem stattlichen Bauernhof Venstøp außerhalb von Skien. Ab 1843 lebten sie in einem Haus in Snipetorp in Skien, das sie kostenfrei von Knuds Bruder und Marichens Vetter Christopher Blom Paus zur Verfügung gestellt bekamen. Viele Mythen über Henrik Ibsens Kindheit wurden durch neuere Forschungen widerlegt; zum Beispiel hat der Literaturwissenschaftler und Direktor des Ibsenmuseums in Skien Jørgen Haave festgestellt, dass die Familie Ibsen auf Venstøp weiterhin relativ bequem lebte und Teil der Oberschicht von Skien war, und dass Knud kein Alkoholiker war. Haave weist darauf hin, dass die Familie Ibsen erst in den 1850er Jahren finanziell und sozial zerfiel, nachdem Henrik das Elternhaus verlassen hatte.
Henrik Ibsen bestätigte, dass er seine Familienmitglieder häufig als Vorbilder für literarische Figuren verwendete. Knud Ibsen wird von Literaturwissenschaftlern insbesondere als Vorbild für die drei Figuren „Jon Gynt“ in Peer Gynt (1867), „Daniel Hejre“ in Der Bund der Jugend (1869) und „der alte Ekdal“ in Die Wildente (1884) angesehen.